# 2011 en football
Cet article présente les faits marquants de l'année 2011 en football.

## Chronologie mensuelle

### Janvier
- 2 janvier :
  - Xavi Hernández  devient le joueur le plus capé du FC Barcelone en disputant son 549e match sous les couleurs blaugrana.
  - László Bölöni est nommé entraîneur du Racing Club de Lens. Il remplace Jean-Guy Wallemme.
- 3 janvier : le défenseur lillois Adil Rami signe un contrat en faveur du club espagnol de Valence pour un transfert effectif à l'issue de la saison.
- 7 janvier : le footballeur bosniaque Edin Džeko signe un contrat de 4 ans et demi en faveur du club anglais de Manchester City. Le montant du transfert s'élève à 32 millions d'euros.
- 8 janvier :
  - Coupe de France, 32e de finale : grosses surprises avec l'élimination de Monaco (L1) par Chambéry (CFA2) et la défaite d'Auxerre (L1) sur le terrain Wasquehal (CFA2).
  - Kenny Dalglish devient le nouvel entraîneur de Liverpool. Il succède à Roy Hodgson.
- 9 janvier, Championnat d'Italie : à noter le prolifique match nul entre le Milan AC et l'Udinese (4-4).
- 10 janvier :
  - Lionel Messi remporte pour la deuxième fois consécutive le Ballon d'Or. Messi devance ses coéquipiers du Barça, Andrés Iniesta et Xavi Hernández. José Mourinho est désigné meilleur entraîneur de l'année devant Vicente del Bosque et Pep Guardiola.
  - Guy Lacombe est limogé de son poste d'entraîneur de l'AS Monaco. Laurent Banide le remplace.
- 22 janvier, Coupe de France, 16e de finale : nouvelle grosse surprise avec l'élimination de Brest (Ligue 1) par Chambéry (club de cinquième division).
- 25 janvier : l'attaquant togolais Emmanuel Adebayor est prêté pour six mois, avec option d'achat, au Real Madrid.
- 28 janvier : l'attaquant uruguayen Luis Suárez quitte l'Ajax Amsterdam et rejoint le club anglais de Liverpool. Le montant du transfert s'élève à 26,5 millions d'euros.
- 29 janvier :
  - Inauguration au Mans du MMArena. Il s'agit du premier contrat de naming en France.
  - Le Japon devient le premier pays à gagner 4 fois la Coupe d'Asie de football
- 31 janvier :
  - L'attaquant espagnol Fernando Torres est transféré de Liverpool à Chelsea. L'indemnité de transfert est de 58 millions d'euros, somme record pour un club anglais et pour un joueur espagnol.
  - Le club londonien de Chelsea recrute le footballeur brésilien David Luiz en provenance du Benfica Lisbonne. La transaction se monte à 25 millions d'euros, à laquelle il faut rajouter un joueur de Chelsea, le défenseur serbe Nemanja Matić, qui effectue le chemin inverse.
  - Liverpool achète l'attaquant anglais Andrew Carroll qui joue à Newcastle United. Le montant du transfert s'élève à 40 millions d'euros, somme record pour un joueur anglais.

### Février
- 2 février, Coupe de France, 8e de finale : nouvelle grosse surprise avec l'élimination du FC Sochaux (Ligue 1) par Chambéry (club de cinquième division).
- 5 février :
  - Championnat d'Angleterre : prolifique match nul entre Newcastle et Arsenal (4-4). Les Gunners menaient pourtant 4-0 à la 26e minute de jeu. Dans le même temps, Everton s'impose 5-3 sur Blackpool, avec 4 buts de Louis Saha.
  - Championnat d'Espagne : le FC Barcelone bat le record de victoires consécutives en Liga en battant l'Atlético Madrid (3-0) grâce à un triplé de Lionel Messi. Il s'agit du 16e succès d'affilée pour les Blaugrana.
- 6 février :
  - Championnat d'Italie : à San Siro, l'Inter Milan s'impose 5-3 sur l'AS Rome.
  - Championnat d'Angleterre : à Stamford Bridge, Liverpool s'impose 1-0 sur Chelsea. L'unique but de la partie est inscrit par Raul Meireles à la 69e minute de jeu.
- 13 février, Championnat d'Italie : au Stadio Olimpico, la Juventus s'impose 1-0 sur l'Inter Milan grâce à un but d'Alessandro Matri.
- 15 et 16 février, Ligue des champions de l'UEFA, huitièmes de finale aller :
  - Milan AC 0-1 Tottenham
  - Valence CF 1-1 Schalke 04
  - AS Rome 2-3 Chakhtar Donetsk
  - Arsenal FC 2-1 FC Barcelone
- 19 février, Championnat de France : à noter la large victoire du FC Lorient sur les Girondins de Bordeaux (5-1). Kevin Gameiro est l'auteur de trois buts.
- 20 février, Championnat d'Italie : au Stade Luigi-Ferraris, le Genoa CFC s'impose 4-3 sur l'AS Rome. Les romains menaient pourtant 3-0 à la 51e minute de jeu.
- 21 février : Vincenzo Montella devient le nouvel entraîneur de l'AS Rome. Il remplace Claudio Ranieri, démissionnaire.
- 22 et 23 février, Ligue des champions de l'UEFA, huitièmes de finale aller :
  - Olympique lyonnais 1-1 Real Madrid
  - FC Copenhague 0-2 Chelsea
  - Inter Milan 0-1 Bayern Munich
  - Olympique de Marseille 0-0 Manchester United
- 27 février :
  - Championnat d'Italie : au Stadio Renzo Barbera, l'Udinese s'impose 7-0 sur Palerme. Alexis Sánchez inscrit 4 buts.
  - Coupe de la Ligue anglaise, finale : victoire de Birmingham City sur Arsenal (2-1). C'est la deuxième League Cup remportée par Birmingham.
- 28 février : Delio Rossi est limogé de son poste d'entraîneur de Palerme. Serse Cosmi lui succède. Le 3 avril, le club fait volte-face et rappelle Delio Rossi aux commandes.

### Mars
- 1er mars, Championnat d'Angleterre : à Stamford Bridge, Chelsea s'impose 2-1 sur Manchester United.
- 2 mars, Championnat d'Espagne : le FC Barcelone s'impose 1-0 sur le FC Valence grâce à un but de Lionel Messi.
- 3 mars, Championnat d'Espagne : très large victoire du Real Madrid sur le club de Malaga (7-0), avec un triplé de Cristiano Ronaldo et un doublé de Karim Benzema.
- 5 mars, Championnat d'Allemagne : le FC Nuremberg s'impose 5-0 sur le FC Sankt Pauli, avec un quadruplé de Christian Eigler.
- 6 mars, Championnat d'Angleterre : à Anfield, Liverpool s'impose 3-1 sur Manchester United grâce à trois buts de Dirk Kuyt.
- 8 mars, Ligue des champions de l'UEFA, huitièmes de finale retour : le Chakhtar Donetsk s'impose 3-0 sur l'AS Rome et se qualifie pour les quarts de finale. C'est la première fois que le club ukrainien atteint les quarts de finale de cette prestigieuse compétition. En parallèle, le FC Barcelone s'impose 3-1 sur Arsenal et obtient son ticket pour le tour suivant.
- 9 mars, Ligue des champions de l'UEFA, huitièmes de finale retour : Tottenham réalise le match nul (0-0) face au Milan AC et se qualifie pour les quarts de finale, grâce à sa victoire obtenue lors du match aller. De son côté, Schalke élimine le FC Valence en s'imposant sur le score de 3-1 au Veltins-Arena.
- 12 mars, Championnat d'Allemagne : le Bayern Munich s'impose 6-0 sur Hambourg, grâce à notamment un triplé d'Arjen Robben.
- 15 mars, Ligue des champions de l'UEFA, huitièmes de finale retour : l'Inter Milan s'impose 3-2 sur le Bayern Munich à l'Allianz Arena et se qualifie pour les quarts de finale de la compétition. Même chose pour Manchester United qui bat l'Olympique de Marseille (2-1) à Old Trafford.
- 16 mars :
  - Ligue des champions de l'UEFA, huitièmes de finale retour : Chelsea réalise le match nul (0-0) face Copenhague à Stamford Bridge mais se qualifie grâce à sa victoire obtenue à l'aller à Copenhague (2-0). Dans le même temps, le Real Madrid se qualifie en s'imposant 3-0 contre l'Olympique lyonnais à Santiago Bernabéu. C'est la première fois que le Real Madrid se qualifie pour les quarts de finale de la Ligue des champions depuis 2004 et c'est la première fois que le Real Madrid bat l'Olympique lyonnais depuis leur première confrontation en 2005.
  - Felix Magath est limogé de son poste d'entraîneur de Schalke. Il prend les rênes du VfL Wolfsbourg le 17 mars.
- 19 mars, Championnat d'Allemagne : prolifique match entre Hambourg et Cologne (6-2). Mladen Petric inscrit 3 buts en faveur de Hambourg.
- 20 mars :
  - Championnat de France : au Stade Vélodrome, l'Olympique de Marseille s'impose 2-1 sur le Paris Saint-Germain.
  - Championnat de Grèce : au Stade Karaïskaki, l'Olympiakos Le Pirée s'impose 6-0 sur l'AEK Athènes. Cette large victoire permet à l'Olympiakos d'être sacré champion de Grèce, à trois journées de la fin du championnat.
- 25 mars : Xavi Hernández dispute son centième match avec l'Espagne à Grenade lors d'une victoire (2-1) sur la République tchèque en match qualificatif pour l'Euro 2012. Les deux buts espagnols sont inscrits par David Villa qui devient ainsi le meilleur buteur de l'histoire de la Roja avec 46 buts.

### Avril
- 2 avril,
  - Championnat d'Angleterre : à Boleyn Ground, Manchester United s'impose 4-2 sur West Ham, grâce à notamment un triplé de l'attaquant Wayne Rooney. West Ham menait pourtant 2-0 à la mi-temps.
  - Championnat d'Italie : Le Milan AC s'impose 3-0 sur l'Inter Milan, avec 2 buts d'Alexandre Pato et un but sur pénalty d'Antonio Cassano.
  - Championnat d'Espagne : Au Coliseum Alfonso Pérez, Valence s'impose 4-2 sur Getafe, grâce à 4 buts de Roberto Soldado.
- 3 avril, championnat du Portugal : à l'Estádio da Luz, le F.C Porto s'impose 1-2 sur le Benfica Lisbonne. Cette victoire permet à Porto de remporter son 25e championnat du Portugal.
- 5 et 6 avril, Ligue des champions de l'UEFA, quarts de finale aller :
  - Real Madrid 4-0 Tottenham
  - Inter Milan 2-5 Schalke
  - FC Barcelone 5-1 Chakhtar Donetsk
  - Chelsea 0-1 Manchester United
- 7 avril :
  - Louis van Gaal est limogé de son poste d'entraîneur du Bayern Munich. Andries Jonker le remplace, en attendant l'arrivée de Jupp Heynckes pour la saison 2011-2012.
  - Ligue Europa, quarts de finale aller : victoire du FC Porto sur le Spartak Moscou (5-1), du Benfica Lisbonne sur le PSV Eindhoven (4-1), de Villarreal sur Twente (5-1), et enfin match nul du Sporting Braga (1-1) sur la pelouse du Dynamo Kiev.
- 11 avril, Championnat d'Angleterre : Liverpool s'impose 3-0 sur Manchester City, avec notamment deux buts d'Andy Carroll.
- 12 avril, Ligue des champions de l'UEFA, quarts de finale retour : Manchester United se qualifie pour les demi-finales en s'imposant 2-1 sur Chelsea à Old Trafford. Même chose pour le FC Barcelone qui bat le Shakhtar Donetsk 0-1 à la Donbass Arena.
- 13 avril, Ligue des champions de l'UEFA, quarts de finale retour : le Real Madrid se qualifie pour les demi-finales en battant le club de Tottenham (0-1) à White Hart Lane. Même chose pour Schalke 04 qui bat l'Inter Milan (2-1) au Veltins-Arena.
- 14 avril, Ligue Europa, quarts de finale retour : qualification pour le "dernier carré" du FC Porto, du Benfica Lisbonne, du Sporting Braga et enfin du club espagnol de Villarreal. Trois clubs portugais joueront les demi-finales.
- 16 avril, Championnat d'Espagne : au Stade Santiago Bernabéu, le Real Madrid et le FC Barcelone font match nul (1-1). Les buts sont inscrits par Lionel Messi et Cristiano Ronaldo, sur pénalty.
- 17 avril, Championnat d'Allemagne : le Bayern Munich s'impose 5-1 sur le Bayer Leverkusen, grâce à notamment trois buts de Mario Gómez.
- 19 avril, Coupe de France, demi-finale : victoire du Lille OSC sur l'OGC Nice (2-0). Les buteurs se nomment Hazard et Gervinho.
- 20 avril :
  - Championnat d'Angleterre : à White Hart Lane, prolifique match nul entre Tottenham et Arsenal (3-3).
  - Coupe de France, demi-finale : victoire du PSG sur le SCO Angers (3-1). La finale opposera donc Lille au PSG.
  - Coupe d'Espagne, finale : au Stade Mestalla de Valence, le Real Madrid remporte sa 18e Copa del Rey en battant le FC Barcelone sur le score de 1 à 0. L'unique but de la partie est inscrit par Cristiano Ronaldo à la 103e minute de jeu.
- 23 avril :
  - Championnat d'Espagne : au Stade Mestalla de Valence, le Real Madrid s'impose 6-3 sur le FC Valence, avec notamment un triplé de l'attaquant argentin Gonzalo Higuaín.
  - Coupe de la Ligue, finale : au Stade de France, l'Olympique de Marseille remporte la Coupe de la Ligue en battant le Montpellier HSC grâce à un but de Taye Taiwo. L'OM conserve ainsi son titre acquis en 2010.
- 26 avril, Ligue des champions de l'UEFA, demi-finale aller : Manchester United s'impose 2-0 sur la pelouse de Schalke 04. Les buteurs se nomment Ryan Giggs et Wayne Rooney.
- 27 avril :
  - Ligue des champions de l'UEFA, demi-finale aller : à Santiago Bernabéu, le FC Barcelone s'impose 2-0 sur le Real Madrid, avec un doublé de Lionel Messi. Ce match est marqué, côté madrilène, par les expulsions de Pepe et de l'entraîneur portugais José Mourinho.
  - Championnat de France : au Vélodrome, l'Olympique de Marseille bat l'OGC Nice (4-2), avec 3 buts d'André Ayew, et une réalisation de son frère cadet, Jordan. Cette victoire permet aux marseillais de s'emparer de la tête du classement.
- 28 avril, Ligue Europa, demi-finales aller : large victoire du FC Porto sur le club espagnol de Villarreal (5-1). Falcao inscrit 4 buts. Dans l'autre match, le Benfica Lisbonne s'impose 2-1 sur Braga à l'Estádio da Luz.
- 30 avril : le Borussia Dortmund est sacré champion d'Allemagne. Il s'agit du 7e titre de champion pour le Borussia.

### Mai
- 1er mai, Championnat d'Angleterre : à l'Emirates Stadium, Arsenal s'impose 1-0 sur Manchester United, grâce à une réalisation d'Aaron Ramsey.
- 5 mai, Ligue Europa, demi-finales retour : qualification pour la finale du FC Porto et du Sporting Braga. On assistera, pour la première fois, à une finale 100 % portugaise.
- 7 mai :
  - Jean Tigana démissionne de son poste d'entraîneur des Girondins de Bordeaux à la suite d'une lourde défaite (0-4) face au FC Sochaux.
  - Championnat d'Allemagne : le Bayern Munich s'impose 8-1 au Millerntor-Stadion de Sankt Pauli avec notamment un triplé de Mario Gómez.
  - Championnat d'Espagne : à noter la large victoire du Real Madrid sur la pelouse du FC Séville (2-6). Cristiano Ronaldo inscrit 4 buts.
  - Le Milan AC est sacré champion d'Italie. Il s'agit du 18e Scudetto pour les Rossoneri.
- 8 mai :
  - Championnat d'Angleterre : Manchester United s'impose 2-1 sur Chelsea et se dirige vers un nouveau titre de champion d'Angleterre.
  - Championnat de France : au Stade de Gerland, l'Olympique lyonnais s'impose 3-2 sur l'Olympique de Marseille.
- 9 mai :
  - Championnat d'Angleterre : à noter la large victoire de Liverpool sur la pelouse de Fulham (2-5). Maxi Rodríguez est l'auteur d'un triplé.
  - Le Milan AC annonce les arrivées de Philippe Mexès et de Taye Taiwo pour la saison 2011-2012. En parallèle, le Real Madrid recrute le footballeur turc Nuri Şahin en provenance du Borussia Dortmund.
- 11 mai : le FC Barcelone est sacré champion d'Espagne à deux journées de la fin du championnat. Il s'agit du 21e titre national pour le club catalan.
- 14 mai :
  - Manchester United est sacré champion d'Angleterre. Il s'agit du 19e titre de champion pour les Red Devils.
  - Coupe d'Angleterre, finale : Manchester City remporte la FA Cup en battant le club de Stoke City (score : 1-0). Il s'agit du premier trophée majeur remporté par les Citizens depuis 1976.
  - Coupe de France, finale : Lille remporte la Coupe en battant le PSG grâce à un but sur coup franc de Ludovic Obraniak. Il s'agit de la sixième Coupe de France remportée par les lillois.
- 18 mai, Ligue Europa, finale : le FC Porto remporte la Ligue Europa en battant le Sporting Braga (1-0) à l'Aviva Stadium de Dublin. Un but de Falcao permet à Porto de réaliser le doublé Ligue Europa / Championnat.
- 19 mai : le footballeur turc Hamit Altıntop signe un contrat de 4 ans en faveur du Real Madrid. Le Real ne paye pas d'indemnité de transfert, le joueur étant arrivé en fin de contrat avec le Bayern.
- 21 mai :
  - Luigi Del Neri est limogé de son poste d'entraîneur de la Juventus, et ceci à une journée seulement de la fin du championnat.
  - Championnat d'Espagne, dernière journée : très large victoire du Real Madrid sur l'UD Almería (8-1). Cristiano Ronaldo inscrit 2 buts, ce qui lui permet d'établir un nouveau record de buts inscrits en une saison de Liga, avec un total de 40 réalisations.
  - Coupe de Belgique, finale : le Standard de Liège remporte la Coupe en battant le club de Westerlo (1-0). C'est la 6e Coupe de Belgique remportée par le club liégeois.
  - Coupe d'Allemagne, finale : Schalke remporte la Coupe en battant très largement le club de Duisbourg (5-0).
  - Championnat de France : Lille est sacré champion de France. Le club nordiste réalise le doublé Coupe / Championnat.
- 22 mai :
  - Carlo Ancelotti est remercié de son poste de manager de Chelsea. André Villas-Boas, entraîneur de Porto, le remplace le 22 juin.
  - Coupe du Portugal, finale : le FC Porto remporte la Coupe en étrillant le Vitoria Guimaraes (6-2). Porto réalise ainsi le triplé : Championnat / Coupe nationale / Ligue Europa.
- 26 mai, Ligue des champions féminine de l'UEFA, finale : à Craven Cottage (Londres), l'Olympique lyonnais remporte la Ligue des Champions féminine en battant les joueuses allemandes de Potsdam (2-0). C'est la première Ligue des champions féminine remportée par un club français.
- 28 mai : finale de la Ligue des champions de l'UEFA au Wembley Stadium de Londres : Le FC Barcelone l'emporte 3-1 face à Manchester United (soit la même finale et le même vainqueur que lors de la saison 2008-2009). C'est la quatrième Ligue des champions du club catalan, qui réalise le doublé Championnat / Coupe d'Europe.
- 29 mai :
  - Championnat de France, 38e journée : le fait marquant de cette dernière journée est la descente de l'AS Monaco en Ligue 2 après 34 saisons passées en Ligue 1.
  - Coupe d'Italie, finale : l'Inter Milan remporte sa 7e Coupe d'Italie en battant le club de Palerme (3-1), avec notamment un doublé de Samuel Eto'o. L'Inter conserve par la même occasion son titre acquis en 2010.
- 31 mai :
  - Antonio Conte devient le nouvel entraîneur de la Juventus.
  - Le Paris Saint-Germain est racheté à hauteur de 70 % par le fonds d'investissement de l'État du Qatar. Les nouveaux actionnaires prévoient d'investir 150 millions d'euros sur 3 ans pour le recrutement.

### Juin
- 1er juin : le Bayern Munich recrute le gardien allemand Manuel Neuer en provenance de Schalke. Le montant du transfert est proche de 25 millions d'euros.
- 2 juin :
  - Mark Hughes démissionne de son poste d'entraîneur de Fulham. Martin Jol le remplace le 7 juin.
  - Stefano Pioli devient le nouvel entraîneur de Palerme.
- 6 juin :
  - Jean Fernandez est nommé entraîneur de l'AS Nancy-Lorraine. Il prend la succession de Pablo Correa, en poste depuis 9 ans.
  - Francis Gillot devient le nouvel entraîneur des Girondins de Bordeaux.
- 7 juin : Marcelino García Toral prend le poste d'entraîneur du FC Séville. Il remplace Gregorio Manzano.
- 8 juin :
  - Laurent Fournier prend le poste d'entraîneur de l'AJ Auxerre.
  - Gregorio Manzano succède à Quique Sánchez Flores au poste d'entraîneur de l'Atlético de Madrid. L'ancien entraîneur du FC Séville avait déjà entraîné l'Atlético lors de la saison 2003-2004.
  - Luis Enrique, manager de l'équipe réserve du FC Barcelone, devient le nouvel entraîneur de l'AS Roma.
- 9 juin : Vincent Labrune est nommé président de l'OM par le conseil de surveillance du club, à la suite de l'éviction de Jean-Claude Dassier.
- 10 juin : Mehmed Baždarević est nommé entraîneur du FC Sochaux.
- 12 juin : l'attaquant français Kevin Gameiro signe un contrat de 4 ans en faveur du Paris Saint-Germain. Le transfert avoisine les 11 millions d'euros.
- 17 juin : Alex McLeish est nommé entraîneur du club anglais d'Aston Villa en remplacement de Gérard Houllier.
- 20 juin : Claude Puel est limogé de son poste d'entraîneur de l'Olympique lyonnais. Rémi Garde le remplace.
- 22 juin, Copa Libertadores, finale : le club brésilien du Santos FC remporte la Copa Libertadores en battant la formation uruguayenne de Peñarol (match aller : 0-0, match retour : 2-1). C'est la troisième Copa Libertadores gagnée par Santos.
- 23 juin : le milieu offensif anglais d'Aston Villa, Ashley Young, signe un contrat de 5 ans en faveur de Manchester United. La transaction s'élève à 19 millions d'euros.
- 24 juin : Gian Piero Gasperini devient le nouvel entraîneur de l'Inter Milan. Il remplace Leonardo, annoncé comme directeur sportif du PSG.
- 25 juin, Championnat d'Europe espoirs, finale : l'Espagne remporte la compétition en battant la Suisse (2-0). Il s'agit du troisième titre pour les espagnols dans cette compétition.
- 26 juin :
  - Championnat d'Argentine : le club de River Plate se voit relégué en deuxième division, et ceci pour la 1re fois de son histoire.
  - Gold Cup, finale : le Mexique remporte la Gold Cup en battant les États-Unis (4-2). Le Mexique conserve son titre acquis en 2009.
  - Ouverture de la Coupe du monde féminine en Allemagne. En match d'ouverture, la France s'impose 1-0 sur le Nigeria.
- 27 juin : le Real Madrid recrute le défenseur français Raphaël Varane en provenance du RC Lens. Le transfert du joueur de 18 ans s'élève à 10 millions d'euros.
- 29 juin : le gardien de but espagnol David de Gea quitte l'Atlético Madrid et s'engage en faveur du club anglais de Manchester United. La transaction se monte à 20 millions d'euros.

### Juillet
- 4 juin :
  - Le latéral gauche français Gaël Clichy s'engage pour 4 ans en faveur de Manchester City, après 8 saisons passées à Arsenal.
  - Alou Diarra, capitaine des Girondins de Bordeaux et de l'équipe de France, est transféré à l'Olympique de Marseille.
- 5 juin : le Real Madrid annonce le transfert du joueur portugais Fábio Coentrão, latéral gauche du Benfica Lisbonne. La transaction est de 30 millions d'euros.
- 10 juillet, Coupe du monde des moins de 17 ans, finale : le Mexique remporte le Mondial des moins de 17 en battant l'Uruguay (2-0).
- 13 juillet : Mario Been démissionne de son poste d'entraîneur du Feyenoord Rotterdam. Ronald Koeman lui succède le 21 juillet.
- 17 juillet, Coupe du monde féminine, finale : à Francfort, les Japonaises sont sacrées championnes du monde en battant les États-Unis (score : 2-2, 3 t.a.b. à 1). C'est le 1er titre mondial pour le Japon.
- 24 juillet, Copa América, finale : l'Uruguay remporte sa 15e Copa América en battant le Paraguay (3-0) à Buenos Aires.
- 25 juillet : le footballeur français Jérémy Ménez quitte l'AS Rome et s'engage pour 3 saisons en faveur du Paris Saint-Germain. Le club parisien annonce également l'arrivée de Blaise Matuidi en provenance de l'AS de Saint-Étienne.
- 26 juillet : le footballeur chilien Alexis Sánchez est transféré de l'Udinese Calcio au FC Barcelone. Le transfert s'élève à 26 millions d'euros plus 11,5 millions de bonus.
- 27 juillet, Trophée des champions : l'Olympique de Marseille remporte le Trophée des champions en battant le LOSC sur le prolifique score de 5-4.
  - Le champion du monde espagnol Santiago Cazorla est transféré de Villarreal à Málaga pour une somme avoisinant les 20 millions d'euros.
- 29 juillet : le footballeur argentin Sergio Agüero est transféré de l'Atlético de Madrid vers le club anglais de Manchester City. La transaction est estimée à 45 millions d'euros.

### Août
- 6 août : l'international argentin Javier Pastore est transféré de l'US Palerme au Paris Saint-Germain pour la somme de 42,8 millions d'euros. Ce montant constitue un nouveau record en Ligue 1, Paris battant ainsi son propre record qui remontait à l'an 2000, avec le transfert de Nicolas Anelka du Real Madrid pour 33,5 millions d'euros.
- 14 août :
  - L'international espagnol Cesc Fàbregas est transféré d'Arsenal au FC Barcelone pour un montant de 29 millions d'euros.
  - Supercoupe d'Espagne : la finale aller opposant le Real Madrid au FC Barcelone se termine sur le score de 2 à 2.
- 17 août : le FC Barcelone remporte sa dixième Supercoupe d'Espagne en battant le Real Madrid sur le score de 3 à 2 lors de la finale retour disputée au Camp Nou.
- 18 août : l'international belge Romelu Lukaku est transféré du RSC Anderlecht à Chelsea pour un montant de 20 millions d'euros.
- 19 août :
  - L'international colombien Falcao est transféré du FC Porto à l'Atlético de Madrid pour une somme avoisinant les 40 millions d'euros.
  - Le footballeur camerounais Samuel Eto'o quitte l'Inter Milan et rejoint le club russe d'Anzhi Makhachkala. Le transfert est de 25 millions d'euros. En Russie, Eto'o touchera plus de 20 millions d'euros de salaire annuel.
- 20 août :
  - Championnat d'Angleterre, 2e journée : Liverpool s'impose 2-0 sur la pelouse d'Arsenal.
  - Le Brésil remporte la Coupe du monde des moins de 20 ans pour la cinquième fois de son histoire en battant le Portugal. Le Mexique termine troisième, la France finit elle au pied du podium. Henrique, Álvaro Vázquez et Alexandre Lacazette terminent co-meilleurs buteurs avec 5 buts chacun.
- 21 août : l'international espagnol Juan Mata est transféré de Valence à Chelsea pour une somme avoisinant les 30 millions d'euros.
- 22 août : le Racing Club de Strasbourg, alors en troisième division, est placé en liquidation judiciaire et rétrogradé en CFA 2, cinquième division française.
- 24 août, 33e édition du Trophée Santiago Bernabéu : le Real Madrid pourtant mené au score 0-1 dès la 10e minutes (buts de Selçuk İnan) remporte son 22e Trophée Santiago Bernabéu en battant le Galatasaray SK 2-1 (buts de Sergio Ramos et Karim Benzema) à Madrid.
- 25 août : Lionel Messi (FC Barcelone) reçoit à Monaco le prix UEFA de Meilleur joueur d'Europe pour la saison 2010-2011.
- 26 août, Supercoupe d'Europe : le FC Barcelone remporte sa quatrième Supercoupe d'Europe en battant le FC Porto 2-0 (buts de Lionel Messi et Cesc Fàbregas) à Monaco.
- 27 août, Championnat d'Espagne : à noter le prolifique match entre Valence et le Racing Santander (4-3). Roberto Soldado inscrit trois buts en faveur du club valencien.
- 28 août :
  - Championnat d'Angleterre, 3e journée : à Old Trafford, Manchester United lamine Arsenal sur le score de 8-2. Dans le même temps, Manchester City s'impose 1-5 sur la pelouse de Tottenham, avec notamment un quadruplé d'Edin Džeko.
  - Championnat d'Espagne, 1re journée : le Real Madrid s'impose 6-0 sur la pelouse de Saragosse. Cristiano Ronaldo inscrit 3 buts.
  - Championnat de France, 4e journée : Lille bat l'Olympique de Marseille 3 buts à 2 à domicile. À noter un doublé de Moussa Sow côté lillois contre un autre de Mathieu Valbuena côté marseillais.
  - L'international français Samir Nasri est transféré d'Arsenal à Manchester City pour un montant de 28 millions d'euros.
- 29 août, Championnat d'Espagne, 1re journée : le FC Barcelone bat Villarreal 5-0 au Camp Nou avec un doublé de Lionel Messi.
- 31 août : lors du dernier jour du mercato, le club anglais d'Arsenal recrute Park Chu-young, Yossi Benayoun, Mikel Arteta, Per Mertesacker et André Santos.

### Septembre
- 2 septembre : les Pays-Bas laminent Saint-Marin 11 à 0 grâce à un quadruplé de Robin van Persie et des doublés de Wesley Sneijder et de Klaas-Jan Huntelaar.
- 10 septembre, Championnat d'Allemagne : très large victoire du Bayern Munich sur le club de Fribourg (7-0), avec notamment un quadruplé de Mario Gómez et un doublé de Franck Ribéry.
- 13 septembre : Ligue des champions de l'UEFA, 1re journée : à noter qu'Alexandre Pato du Milan AC inscrit un but au bout de seulement 24 secondes de jeu face au FC Barcelone.
  - Groupe E : Chelsea FC 2-0 Bayer Leverkusen
  - Groupe F : Olympiakos Le Pirée 0-1 Olympique de Marseille
  - Groupe F : Borussia Dortmund 1-1 Arsenal FC
  - Groupe H : FC Barcelone 2-2 Milan AC
- 14 septembre, Ligue des champions de l'UEFA, 1re journée :
  - Groupe A : Manchester City 1-1 SSC Naples
  - Groupe A : Villarreal 0-2 Bayern Munich
  - Groupe B : Lille OSC 2-2 CSKA Moscou
  - Groupe D : Ajax Amsterdam 0-0 Olympique lyonnais
- 17 septembre, Championnat d'Espagne : à noter la très large victoire du FC Barcelone sur Osasuna (8-0). Lionel Messi inscrit 3 buts.
- 18 septembre, Championnat d'Angleterre : à Old Trafford, Manchester United s'impose 3-1 sur le club londonien de Chelsea.
- 21 septembre, Championnat de France : à noter la large victoire du Stade rennais sur la pelouse de Sochaux (2-6).
- 22 septembre : Ralf Rangnick démissionne de son poste d'entraîneur de Schalke 04 "pour raisons de santé". Huub Stevens le remplace le 27 septembre.
- 24 septembre, Championnat d'Espagne : large victoire du FC Barcelone sur l'Atlético de Madrid (5-0). Lionel Messi inscrit 3 buts. Dans le même temps, le Real Madrid s'impose 6-2 sur le Rayo Vallecano, avec un triplé de Cristiano Ronaldo.
- 27 septembre, Ligue des champions de l'UEFA, 2e journée :
  - Groupe A : Bayern Munich 2-0 Manchester City
  - Groupe A : SSC Naples 2-0 Villarreal
  - Groupe B : Trabzonspor 1-1 Lille OSC
  - Groupe D : Olympique lyonnais 2-0 Dinamo Zagreb
  - Groupe D : Real Madrid 3-0 Ajax Amsterdam
- 28 septembre, Ligue des champions de l'UEFA, 2e journée :
  - Groupe E : Valence CF 1-1 Chelsea FC
  - Groupe F : Olympique de Marseille 3-0 Borussia Dortmund

### Octobre
- 1er octobre, Championnat d'Italie : à noter la victoire de Naples sur la pelouse de l'Inter Milan (3-0).
- 2 octobre :
  - Championnat d'Angleterre : Chelsea s'impose 1-5 sur la pelouse de Bolton, avec un doublé de Daniel Sturridge et un triplé de Frank Lampard. Dans le même temps, Fulham s'impose 6-0 sur les Queens Park Rangers, avec 3 buts d'Andy Johnson.
  - Championnat d'Italie : la Juventus s'impose 2-0 sur le Milan AC grâce à un doublé de Claudio Marchisio.
  - Championnat de France : au Parc des Princes, le Paris Saint-Germain s'impose 2-0 sur l'Olympique lyonnais.
- 18 octobre, Ligue des champions de l'UEFA, 3e journée :
  - Groupe A : Manchester City 2-1 Villarreal
  - Groupe A : SSC Naples 1-1 Bayern Munich
  - Groupe B : Lille OSC 0-1 Inter Milan
  - Groupe D : Real Madrid 4-0 Olympique lyonnais
- 19 octobre, Ligue des champions de l'UEFA, 3e journée :
  - Groupe E : Bayer Leverkusen 2-1 Valence CF
  - Groupe F : Olympique de Marseille 0-1 Arsenal FC
- 23 octobre, Championnat d'Angleterre : Manchester City s'impose 1-6 sur la pelouse de Manchester United et prend le large en tête du classement de la Premier League.
- 29 octobre :
  - Championnat d'Angleterre : Arsenal s'impose 3-5 sur la pelouse de Chelsea. Robin van Persie inscrit 3 buts.
  - L'international italien Antonio Cassano est victime d'un accident vasculaire cérébral, ses jours ne sont toutefois pas en danger et il devrait pouvoir rejouer au football après une rééducation.

### Novembre
- 1er novembre, Ligue des champions, 4e journée : à noter que l'international brésilien Jonas de Valence inscrit un but au bout de 10,84 secondes de jeu face au Bayer Leverkusen, soit à seulement 58 centièmes du record de Roy Makaay.
  - Groupe F : Arsenal FC 0-0 Olympique de Marseille
- 2 novembre, Ligue des champions de l'UEFA, 4e journée :
  - Groupe A : Villarreal 0-3 Manchester City
  - Groupe A : Bayern Munich 3-2 SSC Naples
  - Groupe B : Inter Milan 2-1 Lille OSC
  - Groupe C : Benfica Lisbonne 1-1 FC Bâle
  - Groupe D : Olympique lyonnais 0-2 Real Madrid
- 5 novembre : le record d'affluence de CFA2, cinquième division française, est établi par le RC Strasbourg, avec 10883 spectateurs à la Meinau.
- 11 novembre : Luis Suárez inscrit un quadruplé face au Chili sous le maillot uruguayen.
- 19 novembre, Championnat de France : l'AS Saint-Étienne s'impose 2-0 sur la pelouse de l'OGC Nice. Lors de ce match, les joueurs niçois reçoivent 3 cartons rouges et terminent la rencontre à 8.
- 20 novembre, Championnat d'Angleterre : Liverpool s'impose 1-2 sur la pelouse de Chelsea. C'est la troisième défaite consécutive pour les Blues face aux Reds en championnat.
- 22 novembre, Ligue des champions de l'UEFA, 5e journée :
  - Groupe A : Bayern Munich 3-1 Villarreal
  - Groupe A : SSC Naples 2-1 Manchester City
  - Groupe B : CSKA Moscou 0-2 Lille OSC
  - Groupe C : Manchester United 2-2 Benfica Lisbonne
  - Groupe D : Olympique lyonnais 0-0 Ajax Amsterdam
  - Groupe D : Real Madrid 6-2 Dinamo Zagreb
- 23 novembre, Ligue des champions, 5e journée :
  - Groupe E : Bayer Leverkusen 2-1 Chelsea FC
  - Groupe F : Olympique de Marseille 0-1 Olympiakos Le Pirée
  - Groupe F : Arsenal FC 2-1 Borussia Dortmund
  - Groupe H : Milan AC 2-3 FC Barcelone
- 27 novembre, Championnat de France : au Stade Vélodrome, l'Olympique de Marseille s'impose 3-0 sur le Paris Saint-Germain.

### Décembre
- 6 décembre, Ligue des champions, 6e journée.
  - Groupe E : Chelsea FC 3-0 Valence CF
  - Groupe F : Borussia Dortmund 2-3 Olympique de Marseille
- 7 décembre, Ligue des champions de l'UEFA, 6e journée.
  - Groupe A : Manchester City 2-0 Bayern Munich
  - Groupe B : Lille OSC 0-0 Trabzonspor
  - Groupe D : Ajax Amsterdam 0-3 Real Madrid
  - Groupe D : Dinamo Zagreb 1-7 Olympique lyonnais
- 10 décembre :
  - Championnat des Pays-Bas : le SC Heerenveen s'impose 5-0 sur le terrain de l'Excelsior Rotterdam, avec 5 buts de l'attaquant Bas Dost.
  - Championnat d'Espagne : au Stade Santiago Bernabéu, le FC Barcelone l'emporte 1-3 sur le Real Madrid.
- 17 décembre :
  - Championnat d'Espagne : le Real Madrid s'impose 2-6 sur la pelouse du Séville FC, avec notamment 3 buts de Cristiano Ronaldo.
  - Championnat d'Allemagne : Schalke l'emporte 5-0 face au Werder de Brême, avec un triplé de l'attaquant espagnol Raúl.
- 18 décembre, Coupe du monde des clubs, finale : à Yokohama, le FC Barcelone remporte la Coupe du monde des clubs en battant 4 à 0 le club brésilien de Santos, avec des buts de Lionel Messi (2), Xavi Hernández et Cesc Fàbregas.
- 21 décembre, Championnat de France : à noter le prolifique match nul entre le Lille OSC et l'OGC Nice (4-4).
- 22 décembre : Antoine Kombouaré est limogé de son poste d'entraîneur du Paris Saint-Germain. Le club parisien occupe pourtant la tête du classement de la Ligue 1. Le 30 décembre, Carlo Ancelotti devient le nouvel entraîneur du club.

## Principaux champions nationaux 2010-2011
| - Allemagne : Borussia Dortmund. - Algérie : ASO Chlef. - Angleterre : Manchester United FC. - Autriche : SK Sturm Graz. - Belgique : KRC Genk. - Bulgarie : Litex Lovetch. - Croatie : Dinamo Zagreb. - Danemark : FC Copenhague. - Écosse : Rangers Football Club. - Espagne : FC Barcelone. - France : Lille OSC. - Grèce : Olympiakos Le Pirée. | - Hongrie : Videoton FC. - Italie : Milan AC. - Maroc : Raja de Casablanca. - Pays-Bas : Ajax Amsterdam. - Portugal : FC Porto. - République tchèque : FC Viktoria Plzeň. - Roumanie : Oțelul Galați. - Sénégal : US Ouakam - Serbie : Partizan Belgrade. - Suisse : FC Bâle. - Tunisie : Espérance sportive de Tunis. - Turquie : Fenerbahçe SK. - Ukraine : Chaktar Donetsk. |

### Principales coupes nationales 2010-2011
- Viêt Nam : Navibank de Saïgon

## Décès
Plus d'informations : Liste d'acteurs du football morts en 2011.
| Date         | Nom                          | Pays                 | 000Âge000 | Commentaires |
| 4 janvier    | Coen Moulijn                 | Pays-Bas             | 73 ans    | International néerlandais ayant remporté la Coupe intercontinentale en 1970, la Coupe des clubs champions en 1970, 5 Championnat des Pays-Bas et 2 Coupe des Pays-Bas. |
| 4 janvier    | Michel Lefèbvre              | France               | 81 ans    | Joueur français ayant remporté la Coupe de France en 1956. |
| 6 janvier    | Uche Okafor                  | Nigeria              | 43 ans    | International nigérian ayant remporté la Coupe d'Afrique des nations 1994 et le Championnat des États-Unis 2000. |
| 7 janvier    | Christian de Vaufleury       | France               | 81 ans    | Joueur français. |
| 8 janvier    | Ángel Pedraza                | Espagne              | 48 ans    | Joueur puis entraîneur espagnol. |
| 8 janvier    | Thorbjørn Svenssen           | Norvège              | 86 ans    | International norvégien. |
| 10 janvier   | Bora Kostić                  | Yougoslavie          | 80 ans    | International yougoslave ayant remporté la médaille d'or aux Jeux olympiques 1960. |
| 11 janvier   | Dali Benoît                  | Côte d'Ivoire        | 42 ans    | International ivoirien ayant remporté la Coupe d'Afrique des vainqueurs de coupe 1992. |
| 13 janvier   | Charles Muscat               | Malte                | 48 ans    | International maltais. |
| 15 janvier   | Nat Lofthouse                | Angleterre           | 85 ans    | International anglais ayant remporté la Coupe d'Angleterre 1958 devenu entraîneur. |
| 19 janvier   | Mihai Ionescu                | Roumanie             | 74 ans    | International roumain ayant remporté le Championnat de Roumanie en 1966 et la Coupe de Roumanie en 1963. |
| 20 janvier   | Jordi Vila Soler             | Espagne              | 81 ans    | Joueur espagnol ayant remporté 2 Championnat d'Espagne et 3 Coupe d'Espagne. |
| 27 janvier   | Svein Mathisen               | Norvège              | 58 ans    | International norvégien ayant remporté 2 Championnat de Norvège. |
| 28 janvier   | Georges Ben Amar             | France               | 85 ans    | [ 14 ] |
| 29 janvier   | José Llopis Corona           | Espagne              | 92 ans    | Joueur puis entraîneur espagnol. |
| 2 février    | Willie Phiri                 | Zambie               | 57 ans    | International zambien ayant remporté le Championnat de Zambie 1980 et la Coupe de Zambie 1978 devenu entraîneur. |
| 4 février    | Diego Lozano                 | Espagne              | 86 ans    | International ayant remporté 2 championnat d'Espagne devenu entraîneur. |
| 8 février    | Edmond Le Maître             | France               | 87 ans    | joueur puis entraîneur français. |
| 18 février   | Sylvain Bied                 | France               | 45 ans    | Joueur puis entraîneur français. |
| 19 février   | Ernő Solymosi                | Hongrie              | 70 ans    | International hongrois ayant remporté la médaille de bronze aux Jeux olympiques 1960, 3 Championnat de Hongrie et 2 Coupe de Hongrie. |
| 21 février   | Jean Baeza                   | France               | 68 ans    | International français entre 1967 et 1969 |
| 24 février   | Yozhef Betsa                 | Ukraine              | 81 ans    | International soviétique en 1955 |
| 26 février   | Maurice Guigue               | France               | 98 ans    | Arbitre international français. |
| 6 mars       | Jean-Claude Lavaud           | France               | 72 ans    | International français ayant remporté la Coupe de France en 1965. |
| 6 mars       | Ján Popluhár                 | Tchécoslovaquie      | 75 ans    | International tchécoslovaque ayant remporté le Championnat de Tchécoslovaquie 1955 et 3 Coupe de Tchécoslovaquie. |
| 18 mars      | Michel Dupeux                | France               | 82 ans    | joueur français ayant remporté le Championnat de France 1950 |
| 20 mars      | Ladislav Novák               | Tchécoslovaquie      | 79 ans    | International tchécoslovaque ayant remporté 8 Championnat de Tchécoslovaquie et 2 Coupe de Tchécoslovaquie puis comme entraîneur le Championnat de Tchécoslovaquie 1982 et 3 Coupe de Tchécoslovaquie. |
| 30 mars      | Roberto Lovati               | Italie               | 83 ans    | International italien ayant remporté la Coupe d'Italie 1958. |
| 10 avril     | Ernest Vaast                 | France               | 88 ans    | International français ayant remporté 2 Coupe de France devenu entraîneur. |
| 16 avril     | Chinesinho                   | Brésil               | 76 ans    | International brésilien ayant remporté le Championnat d'Italie 1967 et la Coupe d'Italie 1965 devenu entraîneur. |
| 18 avril     | Olubayo Adefemi              | Nigeria              | 25 ans    | International nigérian ayant remporté la médaille d'argent aux Jeux olympiques 2008. |
| 22 avril     | Wiel Coerver                 | Pays-Bas             | 86 ans    | Joueur Néerlandais ayant remporté le Championnat des Pays-Bas 1956 et comme entraîneur la Coupe UEFA 1974 et le Championnat des Pays-Bas 1974. |
| 22 avril     | Ove Jensen                   | Danemark             | 91 ans    | International danois ayant remporté la médaille de bronze aux Jeux olympiques 1948. |
| 28 avril     | Willie O'Neill               | Écosse               | 70 ans    | Coupe des clubs champions 1967, 4 Championnat d'Ecosse et 3 Coupe d'Ecosse . |
| 30 avril     | Eddie Turnbull               | Écosse               | 88 ans    | International Écossais ayant remporté 3 Championnat d'Écosse puis comme entraîneur la Coupe d'Écosse 1970. |
| 5 mai        | Yosef Mirmovich              | Israël               | 86 ans    | International israëlien ayant remporté 6 Championnat d'Israël et 6 Coupe d'Israël devenu entraîneur remportant 2 Coupe d'Asie des clubs champions et la Coupe d'Israël 1959. Il fut également sélectionneur de son pays remportant la Coupe d'Asie des nations 1964. |
| 20 mai       | Jiří Pešek                   | Tchécoslovaquie      | 83 ans    | International tchécoslovaque devenu entraîneur. Il fut également sélectionneur du Yémen du nord et de l'Inde. |
| 29 mai       | Joseph Heckel                | France               | 88 ans    | Joueur français. |
| 4 juin       | Boumedienne Abderrhamane     | France               | 90 ans    | Joueur puis entraineur français. |
| 5 juin       | Célestin Oliver              | France               | 80 ans    | International français ayant remporté la Coupe de France en 1956 devenu entraîneur. |
| 9 juin       | Josip Katalinski             | Yougoslavie          | 63 ans    | International yougoslave ayant remporté le Championnat de Yougoslavie 1972. |
| 13 juin      | Esad Dugalić                 | Yougoslavie          | 64 ans    | |
| 17 juin      | Yvan Garofalo                | France               | 76 ans    | joueur français ayant remporté le Championnat de France 1961. |
| 18 juin      | Ulrich Biesinger             | Allemagne            | 77 ans    | International ouest allemand ayant remporté la coupe du monde en 1954. |
| 23 juin      | Dennis Marshall              | Costa Rica           | 25 ans    | International costaricien. |
| 24 juin      | Tomislav Ivić                | Croatie              | 77 ans    | Joueur yougoslave devenu entraîneur ayant remporté la Coupe intercontinentale 1987, le Championnat du Portugal 1988, la Coupe du Portugal 1988, le Championnat de Belgique 1981, 3 Championnat de Yougoslavie, 4 Coupe de Yougoslavie, le Championnat des Pays-Bas 1977, le Championnat de France 1992, la Coupe d'Espagne 1991. Il fut également sélectionneur de son pays, de la Croatie, des Emirats Arabes Unis et de l'Iran. |
| 28 juin      | Carlos Diarte                | Paraguay             | 57 ans    | International paraguayen ayant remporté le Championnat du Paraguay 1971 et la Coupe d'Espagne 1979. |
| 1er juillet  | Willie Fernie                | Écosse               | 82 ans    | International écossais ayant remporté le Championnat d'Écosse 1954 et 2 Coupe d'Écosse devenu entraîneur. |
| 7 juillet    | Robert Goethals              | Belgique             | 88 ans    | Joueur belge devenu entraîneur ayant remporté le championnat de Belgique en 1979 et la Coupe de Belgique en 1984. |
| 17 juillet   | Takaji Mori                  | Japon                | 68 ans    | International japonais ayant remporté la médaille de bronze aux Jeux olympiques 1968, 2 Championnat du Japon et 2 Coupe du Japon devenu entraîneur. Il fut également sélectionneur de son pays. |
| 17 juillet   | Juan Arza                    | Espagne              | 88 ans    | International espagnol ayant remporté le Championnat d'Espagne 1946 et la Coupe d'Espagne 1948 devenu entraîneur. |
| 17 juillet   | Bertalan Bicskei             | Hongrie              | 66 ans    | International hongrois, sacré champion olympique lors des Jeux olympiques d'été de 1968 devenu entraîneur. Il fut également sélectionneur de son pays, de la Malaisie et du Libéria. |
| 25 juillet   | Jacques Fatton               | Suisse               | 85 ans    | International suisse ayant remporté 4 Championnat de Suisse et la Coupe de Suisse 1949. |
| 25 juillet   | Andrea Pazzagli              | Italie               | 51 ans    | Joueur italien ayant remporté la Coupe intercontinentale 1990. |
| 4 août       | Naoki Matsuda                | Japon                | 34 ans    | International japonais ayant remporté 2 Coupe d'Asie des nations et 3 Championnat du japon. |
| 6 août       | Kuno Klötzer                 | Allemagne            | 89 ans    | Joueur puis entraîneur allemand ayant remporté la Coupe d'Europe des vainqueurs de coupe 1977 et de la Coupe d'Allemagne 1976. |
| 15 août      | Ángel Botta                  | Argentine            | 85 ans    | Joueur puis entraîneur argentin ayant remporté le championnat d'Aruba 1953. Il fut également sélectionneur d'Aruba, des Antilles Néerlandaises et de la République Dominicaine. |
| 24 août      | Fons Van Brandt              | Belgique             | 84 ans    | International belge. |
| 30 août      | João Carlos Batista Pinheiro | Brésil               | 79 ans    | International brésilien puis entraîneur. |
| 31 août      | Abderrahman Mahjoub          | France Maroc         | 82 ans    | International français et marocain ayant remporté le Championnat du Maroc 1966 et la Coupe de France en 1954 devenu entraîneur. Il fut également sélectionneur du Maroc. |
| 2 septembre  | François Maestroni           | France               | 92 ans    | Joueur puis entraîneur français. |
| 9 septembre  | Laurie Hughes                | Angleterre           | 87 ans    | International anglais ayant remporté le Champion d'Angleterre en 1947. |
| 27 septembre | Jesús María Pereda           | Espagne              | 73 ans    | International espagnol ayant remporté le Championnat d'Europe des nations 1964, le Championnat d'Espagne 1958 et 2 Coupe d'Espagne devenu entraîneur. |
| 30 septembre | Franck Nivault               | France               | 63 ans    | Joueur français. |
| 2 octobre    | Zakaria Zerouali             | Maroc                | 33 ans    | International marocain ayant remporté 2 Championnat du Maroc. |
| 12 octobre   | Raymond Barthelmebs          | France               | 77 ans    | Joueur français. |
| 26 octobre   | Roman Kukleta                | Tchécoslovaquie      | 46 ans    | Joueur international tchécoslovaque. |
| 31 octobre   | Flórián Albert               | Hongrie              | 70 ans    | Joueur international hongrois ayant remporté le Ballon d'or 1967, la médaille de bronze aux Jeux olympiques 1960, la Coupe d'Europe des villes de foires 1965, 4 Championnat de Hongrie et 3 Coupe de Hongrie devenu entraîneur. |
| 8 novembre   | Valentin Ivanov              | Union soviétique     | 76 ans    | International Soviétique ayant remporté comme joueur la médaille d'or aux Jeux olympiques en 1956, le Championnat d'Europe en 1960, 2 Championnat d'Union soviétique, la Coupe d'Union soviétique en 1960 puis comme entraîneur le Champion d'URSS en 1976, 2 Coupe d'URSS. |
| 13 novembre  | Bobsam Elejiko               | Nigeria              | 30 ans    | joueur nigérian décédé lors d'un match. |
| 15 novembre  | André-René Latrille          | France               | 89 ans    | joueur ayant remporté le Champion de France 1948. |
| 20 novembre  | Carl Aage Præst              | Danemark             | 89 ans    | International danois ayant remporté la médaille de bronze aux Jeux olympiques 1948 et 2 Championnat d'Italie. |
| 23 novembre  | Henry Øberg                  | Norvège              | 80 ans    | Arbitre international norvégien. |
| 26 novembre  | Iván Menczel                 | Hongrie              | 69 ans    | International hongrois ayant remporté la médaille d'or aux Jeux olympiques d'été de 1968. |
| 27 novembre  | Gary Speed                   | Pays de Galles       | 42 ans    | International Gallois ayant remporté le Championnat d'Angleterre 1992 devenu entraîneur. Il fut également sélectionneur de son pays. |
| 28 novembre  | Aruwa Ameh                   | Nigeria              | 20 ans    | joueur nigérian ayant remporté le championnat du Nigeria 2009. |
| 1er décembre | Hippolyte Van den Bosch      | Belgique             | 85        | International belge ayant remporté comme joueur 4 Championnat de Belgique et comme entraîneur la Coupe de Belgique en 1973. Il fut également sélectionneur du Vénézuela. |
| 4 décembre   | Sócrates                     | Brésil               | 57 ans    | International brésilien entre 1979 et 1986. |
| 5 décembre   | Guennadi Logofet             | Union soviétique     | 69 ans    | International Soviétique ayant remporté comme joueur 2 Championnat d'Union soviétique et 3 Coupe d'Union Soviétique devenu entraîneur. |
| 6 décembre   | Robert Loubière              | France               | 82 ans    | Joueur français. |
| 13 décembre  | Klaus-Dieter Sieloff         | Allemagne de l'Ouest | 69 ans    | International ouest-allemand ayant remporté 2 Championnat d'Allemagne et la Coupe d'Allemagne 1973. |
| 19 décembre  | Héctor Núñez                 | Uruguay              | 75 ans    | International uruguayen ayant remporté comme joueur 2 Coupe des villes de foires, 3 Championnat d'Uruguay et comme entraîneur la Copa América 1995, la Copa Interamericana 1988. Il fut également sélectionneur de son pays et du Costa Rica. |
| 21 décembre  | Yevhen Rudakov               | Union soviétique     | 69        | International Soviétique ayant remporté la médaille de bronze aux Jeux olympiques d'été de 1972, la Coupe d'Europe des vainqueurs de coupe 1975, 7 Championnat d'URSS et 3 Coupe d'URSS devenu entraîneur. |
| 30 décembre  | Thierry Leroux               | France               | 45        | Joueur français. |